# Sermilik (Fjord, Ammassalik)
Der Sermilik („Der mit Gletschern“; dänisch Egede og Rothe Fjord) ist ein grönländischer Fjord im Distrikt Ammassalik in der Kommuneqarfik Sermersooq. Er bildet mit einer Länge von 85 Kilometern das größte Fjordsystem im südöstlichen Grönland. Einzige dauerhaft bewohnte Siedlung am Fjord ist das Dorf Tiilerilaaq, an der Westküste von Ammassalik Ø liegt zudem die Sermilik-Station der Universität Graz und der Universität Kopenhagen.

## Geografie

### Verlauf

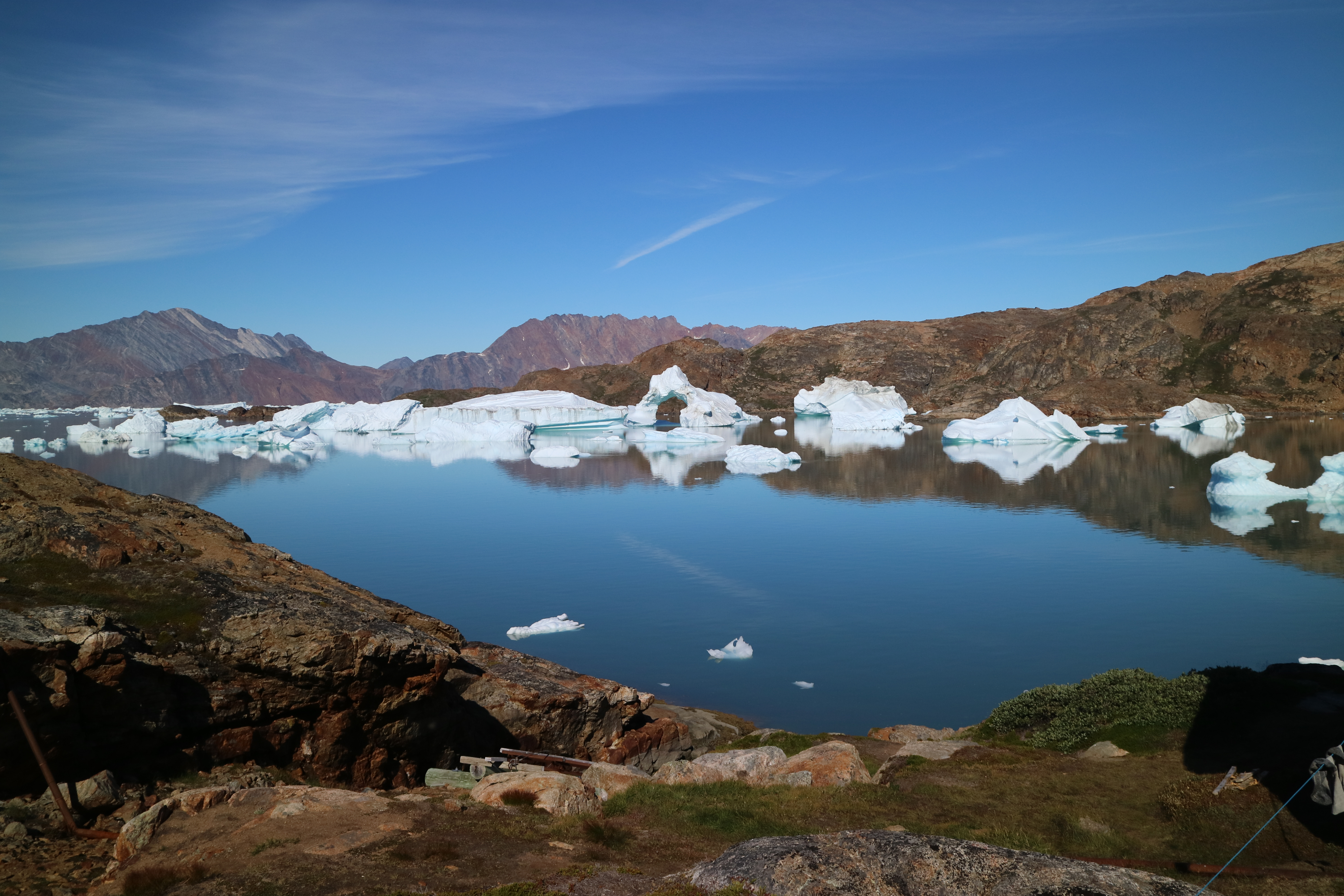
Eisberge an der Sermilik-Station

Der Fjord erstreckt sich am Südende von Kong Christian IX Land in der annähernd in Nord-Süd-Richtung. Etwa 27 km südlich des Polarkreises, an der Südspitze des Berggebiets Schweizerland, vereinigen sich die beiden Seitenarme Maniissilersarpik (Helheimfjord) und Nigerteq (Midgardfjord) zum Fjord Sermilik. Zentral im Fjord direkt nach der Vereinigung liegt die große Insel Akernarit. Etwas weiter südlich fließt von Westen die kurze breite Fjordbucht Qipaap Tasiilaa zu. Südlich davon erreicht der Fjord bei 66°09' seine größte Breite von rund 14 km. Dort mündet von Westen der kurze Fjord Tasilaartik. Anschließend verjüngt sich der Fjord auf rund 8 km. Nach etwas über der Hälfte seines Verlaufs liegt am östlichen Ufer das Dorf Tiilerilaaq. Direkt südlich davon trennt ein kurzer Sund das östliche Festlandufer von der großen Insel Ammassalik Ø ab. Am gegenüberliegenden Ufer mündet auf selber Höhe der große Fjord Qeertartivattaap Kangertiva (Jonathan Petersen Fjord), an dessen Mündung die große Insel Qeertartivattiaq liegt. Südlich der Mündung des großen Seitenfjords verjüngt sich der Sermilik schlagartig erneut auf 5 km Breite. Anschließend verbreitert sich der Fjord wieder und erreicht an seiner Mündung in die Irmingersee wieder eine Breite von 11 km. Am Ostufer Ammassalik Ø vorgelagert liegt an der Mündung eine Inselgruppe mit der Hauptinsel Immikkeerteq.

### Hydrografie
Das Einzugsgebiet des Fjords umfasst mit 58.045 km² ein Gebiet, das in etwa der Landesfläche Kroatiens entspricht. Die Höhenlage bewegt sich von Meereshöhe bis etwa 2900 m am Inlandeis. Der jährliche Süßwasserzufluss beläuft sich auf rund 40,4 Mrd. m³, wovon 85 % aus der Gletscherschmelze (davon alleine 65 % durch den Helheimgletsjer), 11 % von terrestrischen Oberflächengewässern, 3 % aus dem Nettoniederschlag und 1 % aus subglazialen Schmelzprozessen stammen.

### Gletscher

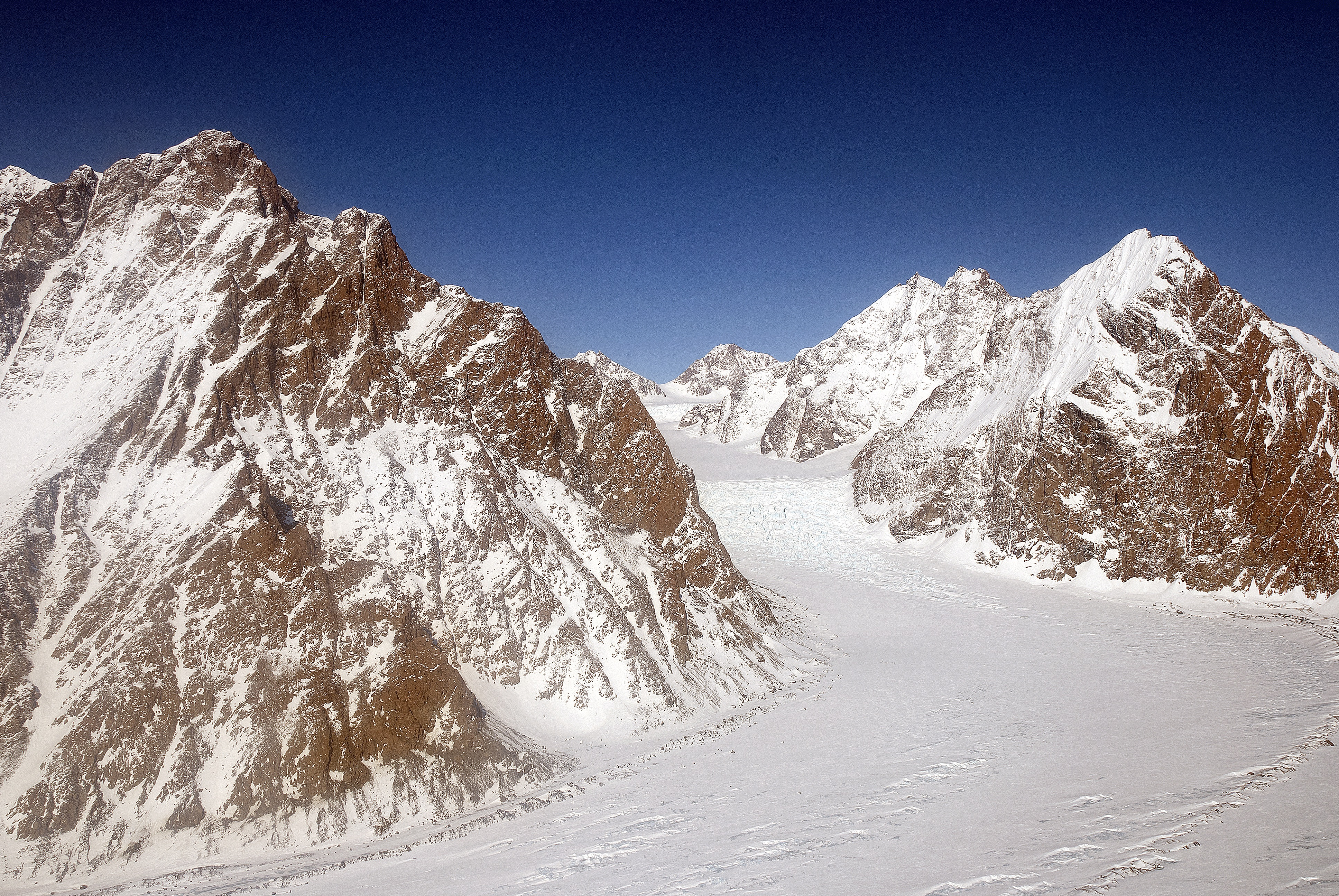
Nigertiip Apusiia (Midgårdgletsjer)

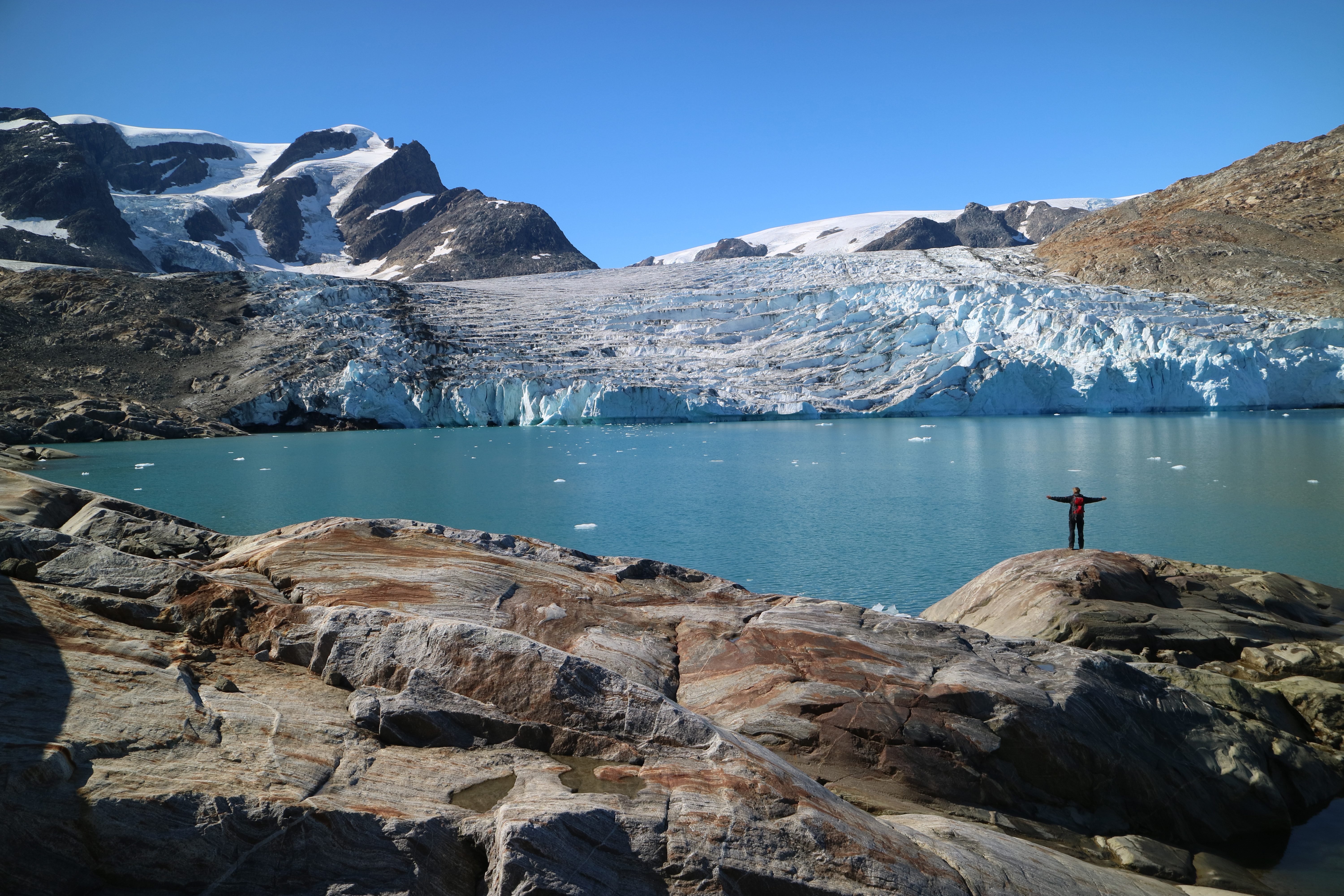
Apuseerajik (Hann Gletsjer) am Qeertartivattaap Kangertiva (Johan Petersen Fjord)

Vom Inlandeis kalben mehrere Auslassgletscher in den Sermilik. Die hinteren Gletscher sind fast ausschließlich per Helikopter erreichbar und werden daher äußerst selten besichtigt. Die drei großen Quellgletscher im Norden tragen auf Dänisch Namen, die auf die Nordische Mythologie zurückgehen, nämlich auf Helheim, Midgard und Fenris. Der bedeutendste von ihnen ist der Helheimgletscher, dessen Geschwindigkeit sich zwischen 2000 und 2005 von 8 auf 11 km pro Jahr erhöhte und ihm den Status eines Eisstroms einbringt.
Von Nord nach Süd liegen folgende Gletscher im Einzugsgebiet des Fjords. Jene die kalben, sind mit einem K gekennzeichnet:
rechts
- am Maniisilertarpik
  - Helheimgletsjer K (66° 22′ 16″ N, 38° 14′ 26″ W)
- Apuseerajik (Fenrisgletsjer) K (66° 23′ 9″ N, 37° 33′ 39″ W)
- am Qipaap Tasiilaa
  - Apuseerajik K (66° 11′ 32″ N, 38° 1′ 28″ W)
- am Qeertartivattaap Kangertiva
  - Kattilertarpia K (66° 0′ 49″ N, 38° 22′ 7″ W)
  - Kangertsivala Apusiia (Heim Gletsjer) K (65° 59′ 13″ N, 38° 26′ 45″ W)
  - Kangertivala Apusiiala Qeqqarterpaartaa (Brückner Gletsjer) K (65° 55′ 59″ N, 38° 26′ 48″ W)
  - Apuseerajik (Hann Gletsjer) K (65° 52′ 16″ N, 38° 21′ 27″ W)
  - Apuseerajik Anngittumanngitteq (Hobbs Gletsjer) (65° 47′ 21″ N, 38° 13′ 22″ W)

links
- am Nigerteq
  - Nigertiip Apusiia (Midgårdgletsjer) K (66° 27′ 36″ N, 36° 41′ 45″ W)
  - 16. September Gletsjer K (66° 18′ 26″ N, 36° 52′ 3″ W)
  - unbenannter Gletscher K (66° 16′ 58″ N, 37° 1′ 41″ W)
- Kilikilaat Apuseerajivat K (66° 13′ 33″ N, 37° 20′ 43″ W)
- unbenannter Gletscher (65° 59′ 30″ N, 37° 31′ 36″ W)
  - auf Ammassalik Ø
  - unbenannter Gletscher (inoffiziell in Tourismuskreisen Tinitgletscher genannt) (65° 48′ 38″ N, 37° 36′ 27″ W)
  - unbenannter Gletscher (inoffiziell Mittivakkat-Gletscher) (65° 43′ 14″ N, 37° 46′ 24″ W)

### Besiedelung und archäologische Spuren

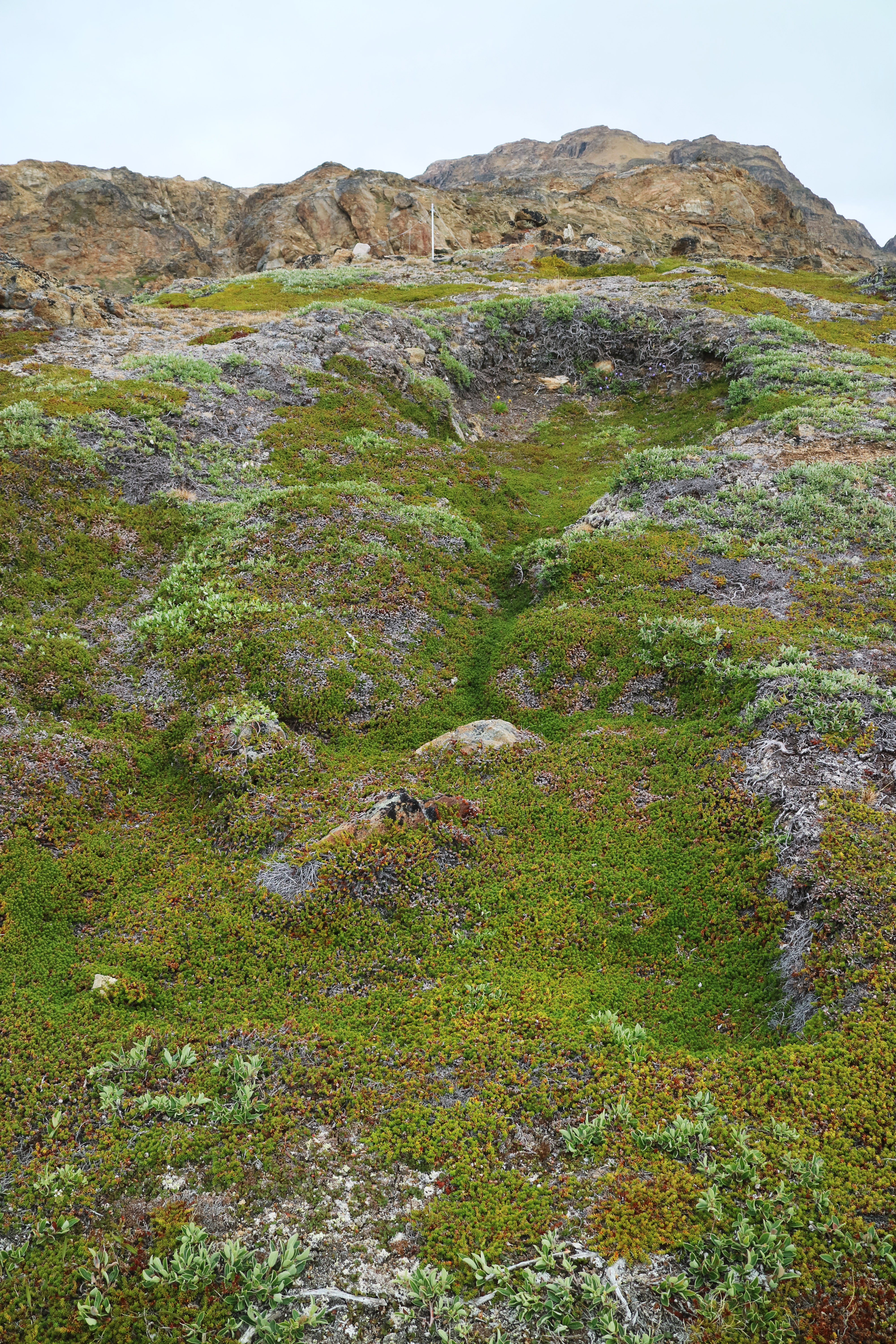
Grundriss eines verfallenen Torfhauses der Inuitsiedlung Sivinganeq an der Westküste von Ammassalik Ø

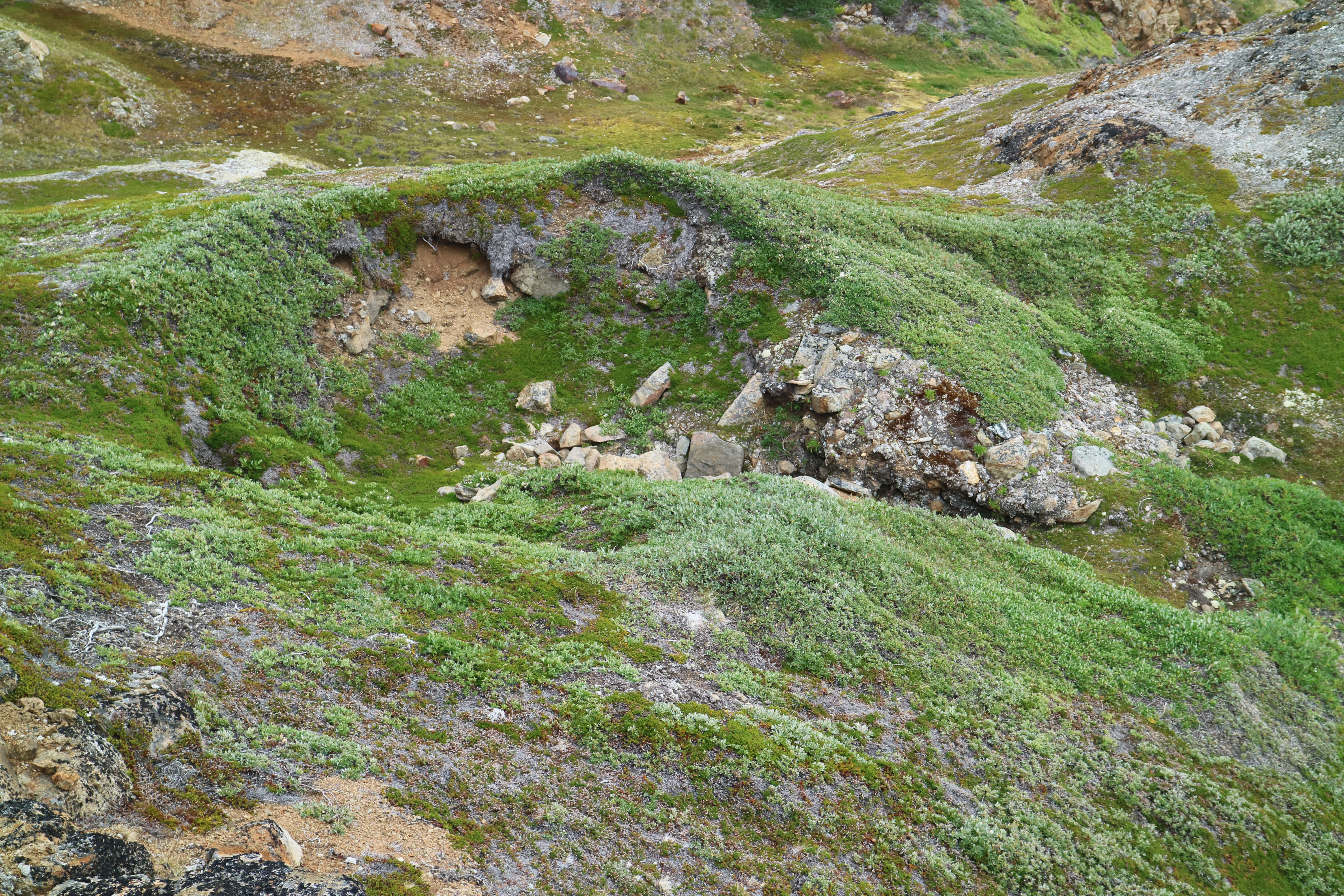
Eine weitere Torfhausruine in Sivinganeq

Einzige ganzjährig bewohnte Siedlung am Fjord ist das Dorf Tiilerilaaq. Die nächstgelegenen Orte sind Tasiilaq 15 km östlich und Isertoq rund 40 km südwestlich der Fjordmündung. Der nächste Flughafen ist der Flughafen Kulusuk 38 km östlich. Noch bis 2005 war die im Mündungsbereich liegende Siedlung Ikkatteq bewohnt.
Zahlreiche vorwiegend an vegetationsreichen Küstenabschnitten situierte Ruinen von Inuit-Torfhäusern zeugen von historischer Besiedelung. Die Menschen nutzten das reichhaltige Jagd- und Fischangebot, wie es in Tiilerilaaq neben dem Tourismus heute noch als Lebensgrundlage dient.
Folgende archäologische Fundplätze sind am Ufer des Sermilik identifiziert worden. Mit H markierte Orte waren laut dem Zensus von Alfred Tycho Hedegaard noch Anfang des 20. Jahrhunderts besiedelt.
- nördliches Westufer
  - Qipa H (66° 9′ 20,9″ N, 37° 50′ 57,4″ W)
  - Suukerti (66° 2′ 28,2″ N, 37° 55′ 30,5″ W)
  - Innartalik H (65° 55′ 23,6″ N, 37° 58′ 10″ W)
  - Umittuartiit H (65° 54′ 43,8″ N, 37° 59′ 39″ W)
- Qeertartivattiaq
  - Qeertartivattiaq H (65° 50′ 11,5″ N, 38° 1′ 22,8″ W)
  - Iserpalivitteq H (65° 50′ 28,2″ N, 38° 3′ 19″ W)
- südliches Westufer
  - Kakalik H (65° 46′ 36,7″ N, 38° 3′ 1,7″ W)
  - Kaporniakkat (65° 45′ 31,4″ N, 38° 9′ 10,7″ W)
  - Ajangittaq (65° 40′ 41,1″ N, 38° 7′ 53,3″ W)
- Ostufer
  - Paarnagajiit (66° 4′ 50,4″ N, 37° 38′ 6,1″ W)
  - Sapulit (66° 3′ 1,3″ N, 37° 37′ 34″ W)
  - Ittaajik (66° 3′ 2,7″ N, 37° 44′ 11,1″ W)
  - Innartivaq H (66° 0′ 46,3″ N, 37° 46′ 18,1″ W)
  - Ilertak (65° 59′ 2,2″ N, 37° 45′ 52,1″ W)
  - Isi (65° 58′ 14,9″ N, 37° 45′ 7,6″ W)
- Sarpaq
  - Sarpaq (65° 52′ 27,5″ N, 37° 47′ 7,5″ W)
- Immikkeertaajik
  - Immikkeertaajik (65° 50′ 46,4″ N, 37° 52′ 11,5″ W)
- Ammassalik Ø
  - Pupik H (65° 47′ 32,5″ N, 37° 54′ 28,7″ W)
  - Akerninnaq H (65° 47′ 8,7″ N, 37° 55′ 14,5″ W)
  - Ukiivaajik (65° 46′ 51,6″ N, 37° 55′ 42,1″ W)
  - Kuuttuaq (65° 43′ 4,5″ N, 37° 56′ 11,3″ W)
  - Sattertivaq (65° 41′ 57,4″ N, 37° 56′ 33,6″ W)
  - Sivinganeq (65° 41′ 11,3″ N, 37° 55′ 50,3″ W)
  - Nunartiit (65° 41′ 6″ N, 37° 55′ 28,8″ W)
- um Ikkatteq
  - Ammaaq (65° 39′ 8,3″ N, 37° 58′ 17,7″ W)
  - Ittilalik H (65° 38′ 42,6″ N, 37° 57′ 0,1″ W)
  - Ikkatteq H (65° 38′ 9,9″ N, 37° 56′ 47″ W)
  - Attereq (65° 37′ 26,9″ N, 37° 56′ 44,1″ W)
  - Tunutteq (65° 37′ 24,9″ N, 37° 56′ 12,6″ W)

## Geschichte

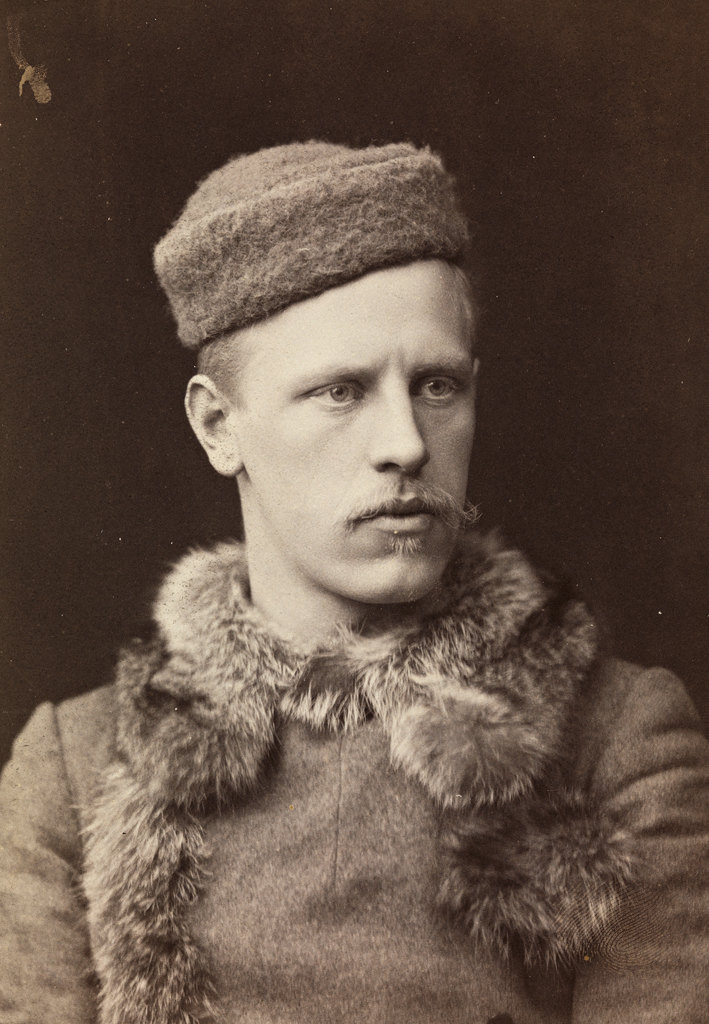
Fridtjof Nansen (1888)

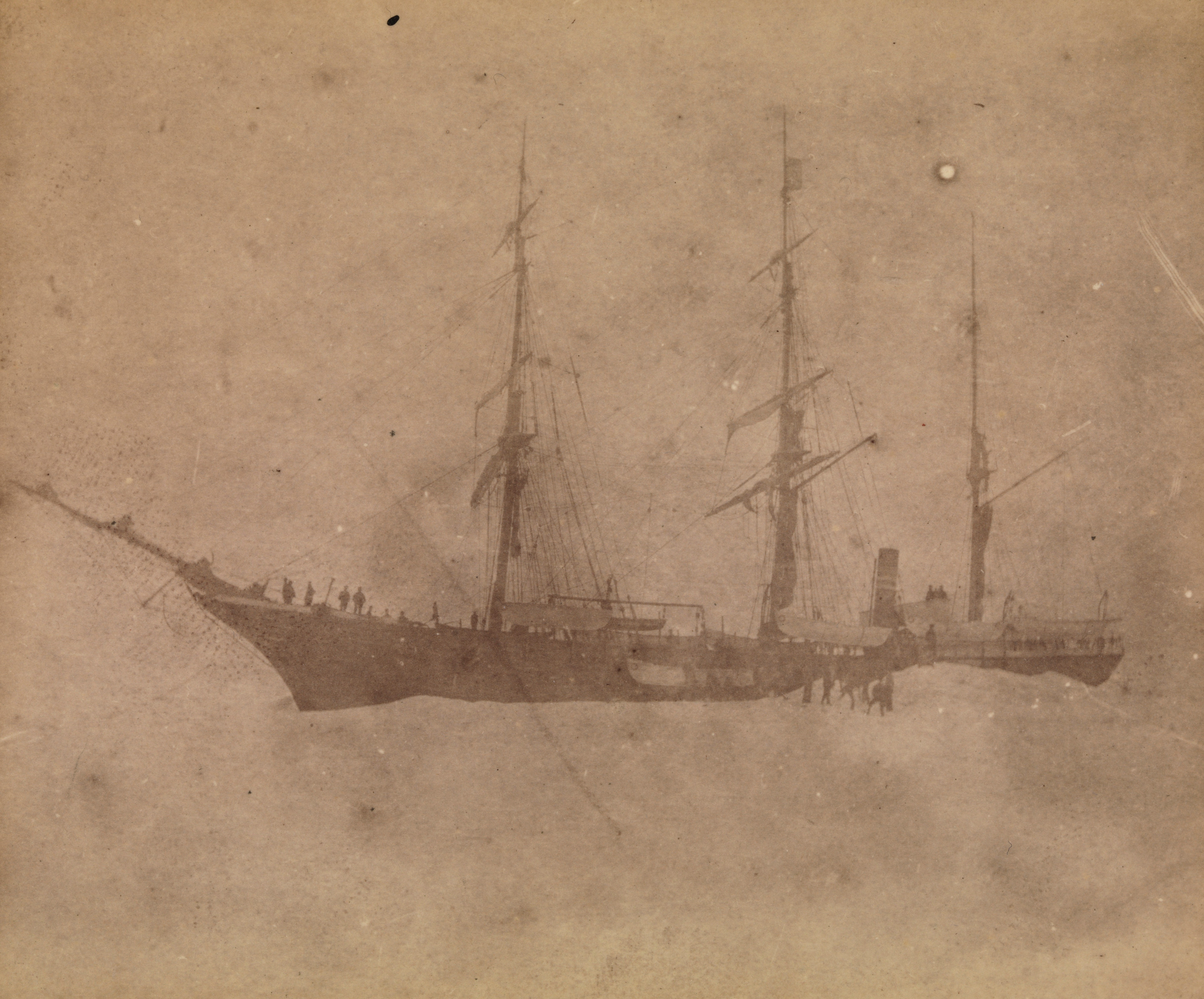
Robbenfänger Jason gefangen im Eis nahe dem Sermilik-Fjord 1888. An Bord befanden sich die Mitglieder der Nansen-Expedition.

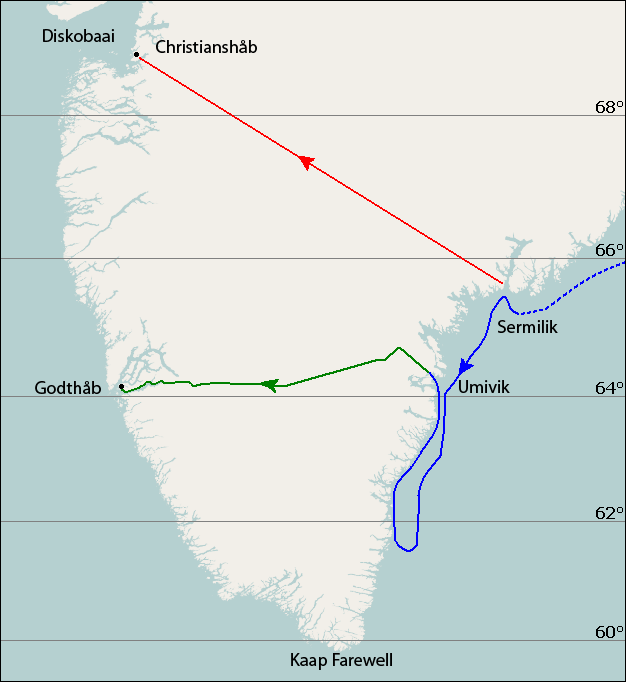
Nansens Grönland-Expeditionsroute von 1888

Der Fjord wurde bereits 1786 von Christian Thestrup Egede und Carl Adolph Rothe angepeilt und lokalisiert, auch wenn beide die Küste nicht erreichen konnten. Sie verzeichneten den Fjord ohne Namen auf einer Karte. 1822 versuchte Wilhelm August Graah den Fjord zu erreichen, scheiterte aber ebenfalls daran, so weit nach Norden zu kommen, benannte ihn aber dabei nach seinen beiden Vorgängern Egede und Rothe Fjord.
Historisch wird der Sermilik-Fjord heute mit der Grönlanddurchquerung Fridtjof Nansens im Jahr 1888 verbunden. Nansen plante ursprünglich eine Ost-West-Durchquerung mit dem Ziel Qasigiannguit, wobei der Fjord als Ausgangspunkt und Aufstieg zum Inlandeis dienen sollte. Am 3. Juni wurden Nansen und seine Mannschaft am Hafen von Ísafjörður an Islands Nordwestküste vom norwegischen Robbenfänger Jason abgeholt. Eine Woche später war Grönlands Küste in Sicht, das Vorankommen des Schiffes wurde aber durch massives Packeis erschwert. Am 17. Juli befand man sich in Sichtweite des Sermilik immer noch 20 km von der Küste entfernt und Nansen entschied, die Beiboote zu Wasser zu lassen. Laut Kapitän verließ die Expedition die Jason „in guter Stimmung und bester Hoffnung auf ein glückliches Unterfangen“. Was folgte, waren jedoch Tage der Frustration, da die Wetter- und Meeresbedingungen ein Erreichen des Ufers unmöglich machten. Mit dem Packeis trieb man nach Süden, wobei sogar auf dem Eis campiert wurde. Die Inbetriebnahme der Boote wäre zu gefährlich gewesen. Am 29. Juli lag man bereits 380 km südlich von jenem Punkt, wo man das Schiff verlassen hatte. Nach Tagen auf dem Eis verbrachte man eine Zeitlang auf dem Festland, ehe Nansen Befehl gab, zurück nach Norden zu fahren. Schließlich startete er seine Grönlanddurchquerung am Umiiviip Kangertiva (Gyldenløve Fjord) fast 200 km südlich der Sermilikmündung.
Am 29. Juli 1912 erreichte die von Alfred de Quervain geleitete, zweite erfolgreiche Expedition den Fjord. Nach fast sechswöchiger Reise über das Inlandeis ließ man sich nahe Umittuartiit am Sermilik nieder, wo man zwei Tage campierte. An dieser Stelle war zuvor ein Depot für die Expeditionsteilnehmer angelegt worden.

## Tourismus
Ausgehend von Tasiilaq oder Tiilerilaaq ist das Ostufer des Sermilik-Fjords in den Sommermonaten ein beliebter Ort für ausgiebige Trekkingtouren. In den südlichen Fjordteil führen Bootsausflüge, beispielsweise zu einem der vielen kalbenden Gletscher oder zur verlassenen Siedlung von Ikkatteq. Mit etwas Glück kann man dabei einen Buckelwal oder einen Narwal erspähen. Außerdem wird die Ammassalik Ø gerne auf mehrtägigen Touren mit dem Kajak umrundet. Der nördliche Fjordteil ist aufgrund der hohen Dichte an Eisbergen auch im Sommer nur bedingt schiffbar und wird daher meist per Helikopter angesteuert.[Beleg?]